# Litteraturåret 1896

## Händelser
- 9 oktober – Gustaf Fröding åtalas för tryckfrihetsbrott för dikten En morgondröm ur Stänk och flikar.
- 27 november – Gustaf Fröding frias från anklagelsen om tryckfrihetsbrott.
- okänt datum – Gustaf Fröding tas in på mentalsjukhus i Uppsala. Där skriver han bland annat dikten Gråbergssång.

## Priser och utmärkelser
- Letterstedtska priset för översättningar – Göran Björkman för tolkningar av spansk och portugisisk lyrik
- Kungliga priset – Emil Hildebrand

## Nya böcker

### A – G
- Det yttersta vapnet av Jules Verne
- Dyre Rein av Jonas Lie
- Fru Margit. Ett kärleksäfventyr av Emil Kléen
- Grandes amoureuses (fr.) av Jean Richepin

### H – N
- Hemma i Jockmock av Alfhild Agrell
- Jean d'Arc av Mark Twain
- John Gabriel Borkman av Henrik Ibsen (drama)
- Judestaten av Theodor Herzl
- Lyckans Lexikon av Falstaff, fakir (pseudonym för Axel Wallengren)
- Mogen sommar av Emil Kléen (noveller)
- Pelle Snygg och barnen i Snaskeby av Ottilia Adelborg
- The Life of John Wesley Hardin av John Wesley Hardin

### O – U
- Profiler från folkriksdagen av Antonio (Emil Kléen)
- Stänk och flikar av Gustaf Fröding
- Théatre chimérique (fr.) av Jean Richepin[1]
- Under furor och cypresser av Carl David af Wirsén

### V – Ö
- Vägen till lifvet av Ola Hansson

## Födda
- 20 januari – Elmer Diktonius finlandssvensk författare, översättare, kritiker och tonsättare.
- 18 februari – André Breton, fransk poet, surrealismens ledare och främste teoretiker.
- 22 februari – Paul van Ostaijen, flamländsk poet.
- 10 mars – Nancy Cunard, engelsk poet och förläggare.
- 16 april – Tristan Tzara, pseudonym för Sami Rosenstock, fransk poet.
- 1 juli – Harald Beijer, svensk författare och manusförfattare.
- 19 juli – A.J. Cronin, brittisk (skotsk) författare.
- 4 september – Antoine Artaud, fransk författare, skådespelare och regissör.
- 5 september – Heimito von Doderer, österrikisk författare.
- 20 september – Fleming Lynge, dansk författare och manusförfattare.
- 24 september – F. Scott Fitzgerald, amerikansk författare.
- 12 oktober – Eugenio Montale, italiensk författare, nobelpristagare 1975.

## Avlidna
- 8 januari – Paul Verlaine, 51, fransk poet.
- 16 februari – Jens Andreas Friis, 74, norsk författare och språkvetare.
- 16 juni – Edmond Goncourt, 74, fransk skriftställare.
- 3 oktober – William Morris, 62, brittisk konstnär, formgivare och författare,
- 4 december – Axel Wallengren ("Falstaff, fakir"), 31, svensk journalist, poet och författare.

### Fotnoter
1. ↑  ”World Cat”. http://www.worldcat.org/title/theatre-chimerique-vingt-sept-actes-de-pantomime-a-propos-sotie-proverbe-pastorale-comedie-intermede-dialogue-drame-parade-ballet-mimodrame-moralite-feerie-mystere-don-juanerie-saynete-fausterie-seance-academique-farce-confer. Läst 13 april 2011.